# Kostel Nanebevzetí Panny Marie (Cínovec)
Římskokatolický farní kostel Nanebevzetí Panny Marie na Cínovci v okrese Teplice v Ústeckém kraji je barokní sakrální stavba postavená v letech 1729 až 1733. Kostel, obklopený starým horským hřbitovem, stojí v dolní části vsi u koupaliště při česko-německé hranici. Kostel je chráněný jako kulturní památka České republiky.

## Historie
Cínovecký kostel Nanebevzetí Panny Marie byl vybudován na místě staršího svatostánku mezi roky 1729 až 1733 coby jeden z ústředních nástrojů rekatolizace, kterou v té době na – navzdory Obnovenému zřízení zemskému – drtivě lutheránském Cínovci realizovala od roku 1728 jezuitská misie. Část zařízení kostela pocházela ještě z doby před výstavbou barokního objektu, například jeden z později zničených zvonů pocházel již z 15. století a skříňový pozdně gotický oltář pochází z první  poloviny 16. století.
Během druhé poloviny 20. století a na počátku 21. století byl kostel ve značně zchátralém stavu. Nakonec jej převzalo do vlastnictví město Dubí a v roce 2017 zahájilo opravy. Rekonstrukce, která stála celkem 10,5 milionů korun, byla dokončena v roce 2023. Kostel bývá otevřen pro veřejnost při různých kulturních a společenských událostech, jako je například Noc kostelů nebo při sousedském česko-německém setkání, pořádaném pod názvem „Hraniční buk“.

## Popis
Kostel je jednolodní stavba s trojboce uzavřeným odsazeným presbytářem a hranolovou věží nad štítovou stěnou. Průčelí kostela je s mělkým středním rizalitem. Je zakončeno trojúhelníkovým štítem a členěno pilastry. Jeho portál je pravoúhlý. Okna jsou oválná a polokruhová.
Loď kostela je zaklenuta plackou. Presbytář má valenou klenbu s lunetami. Na stěnách jsou rokokové malby od V. Roitha z Kadaně pocházející z roku 1792.

### Zařízení
Skříňový pozdně gotický oltář pochází z 1. poloviny 16. století. Je na něm polychromová dřevořezba Madony s Ježíškem. Na křídlech oltáře se nacházejí výjevy z mariánské legendy: Zvěstování, Narození, Klanění a Madona se sv. Annou. Na rubu křídel oltáře jsou pozdně gotické obrazy ze života Panny Marie.

### Věž
Průčelní věž je nepřístupná. Původně se zde nacházel blíže neznámý zvon z 15. století. Celkem zde v minulosti byly tři zvony od Valentina Lišáka z roku 1732, které byly zkonfiskovány za první světové války. Kostel je většinou uzavřený a mše se v něm nekonají. Kolem kostela je starý hřbitov.

## Galerie

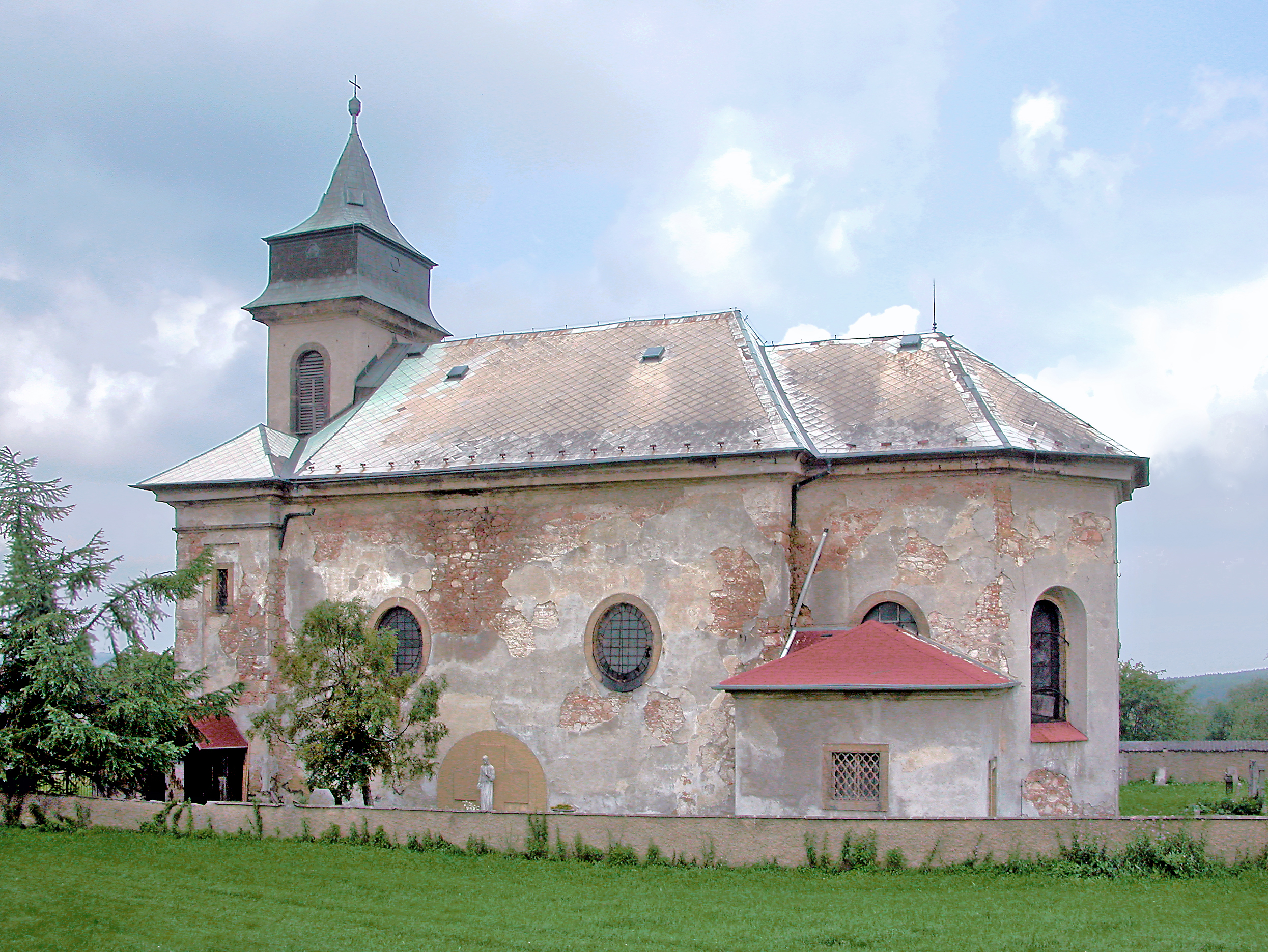
Kostel před renovací, 2009
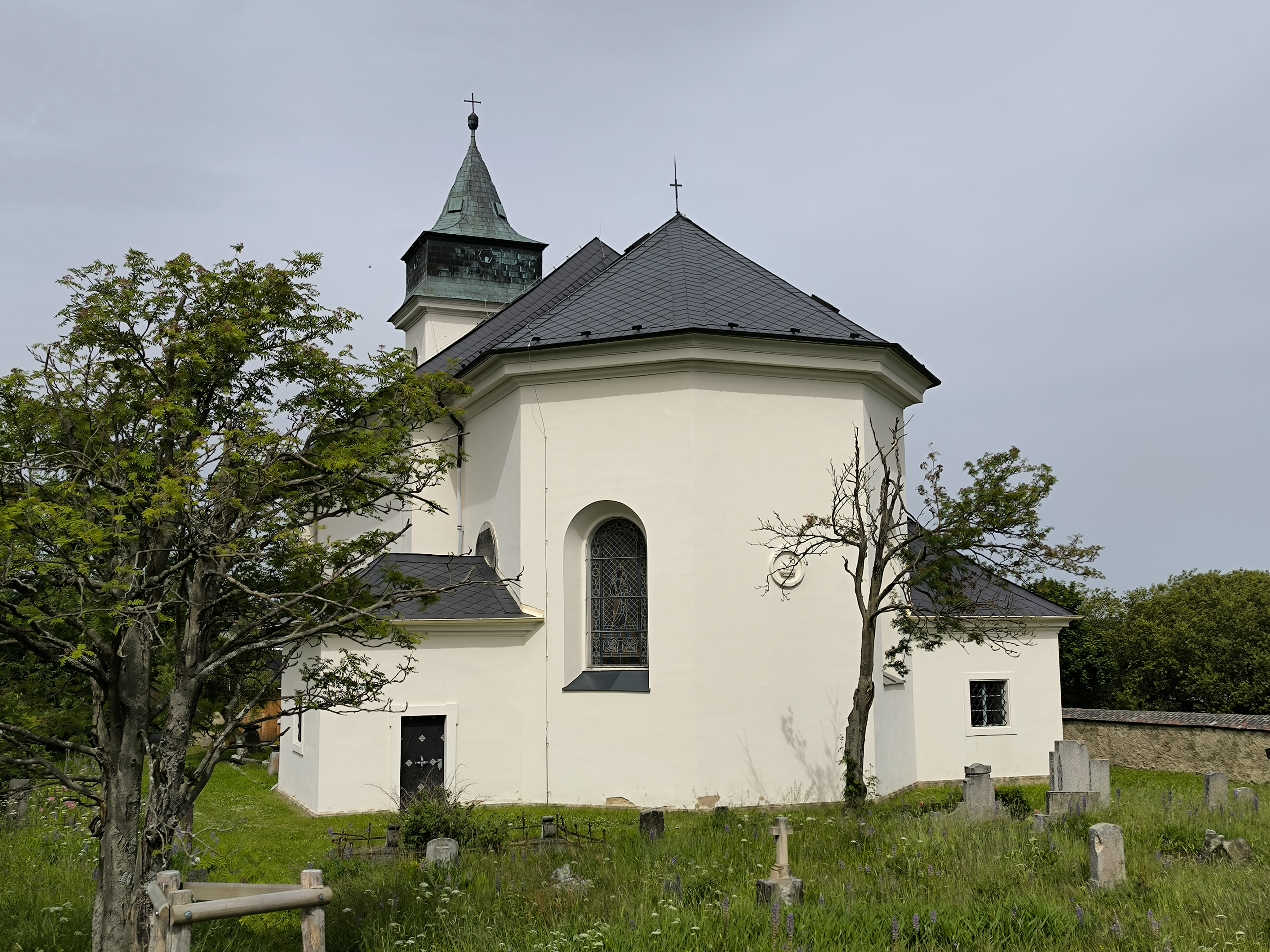
Závěr kostela
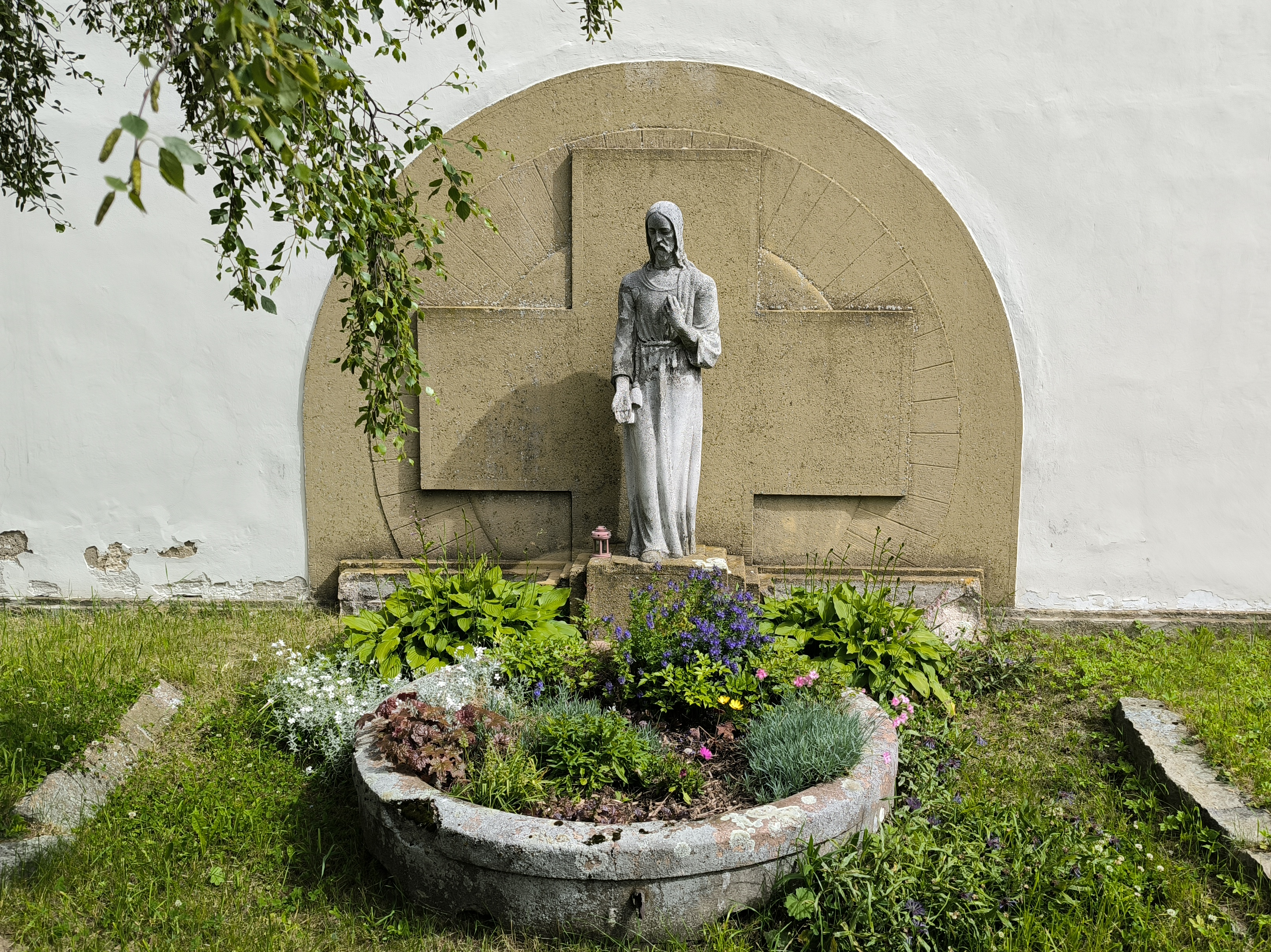
socha Krista u jižní zdi
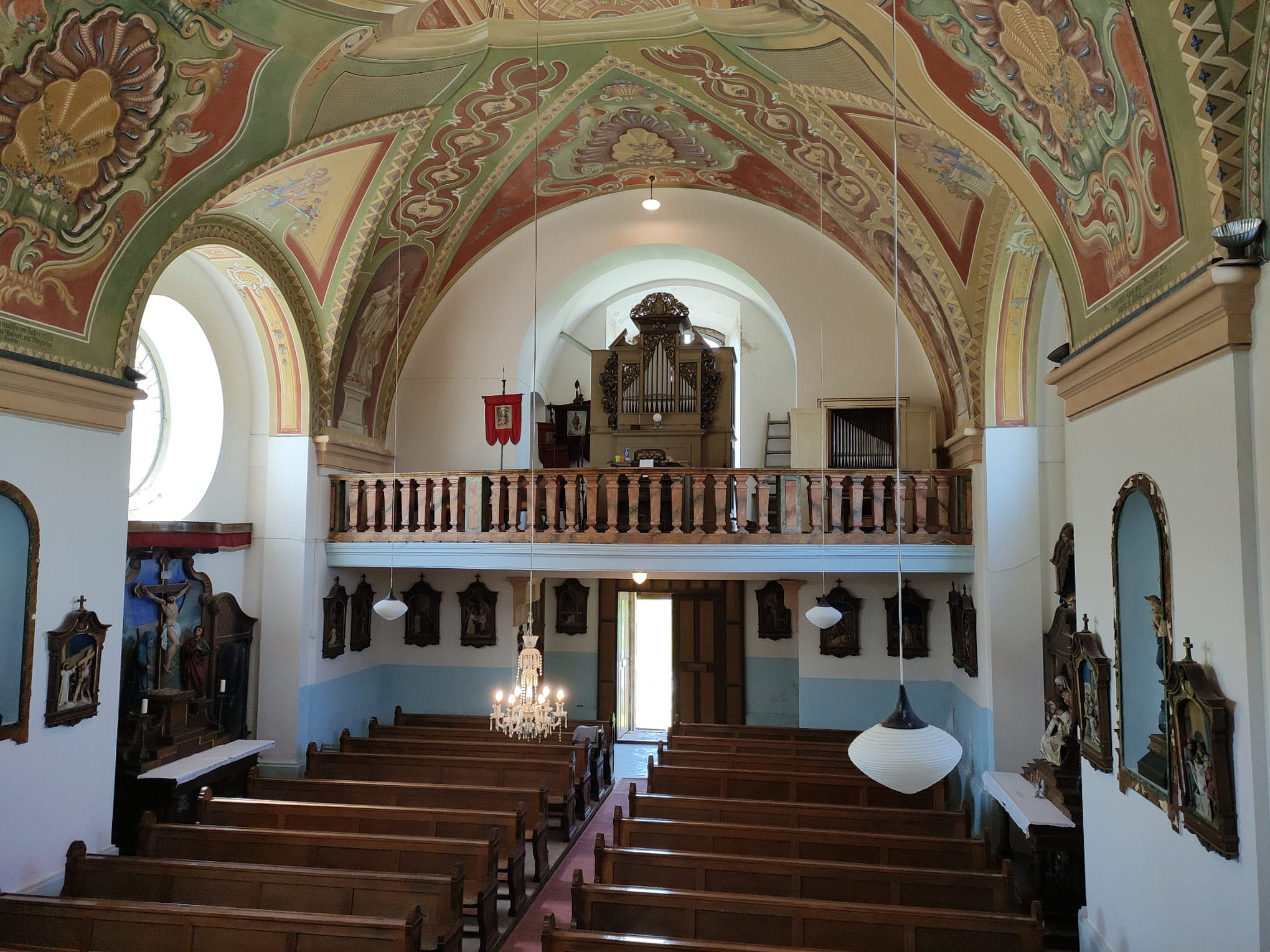
Interiér kostela
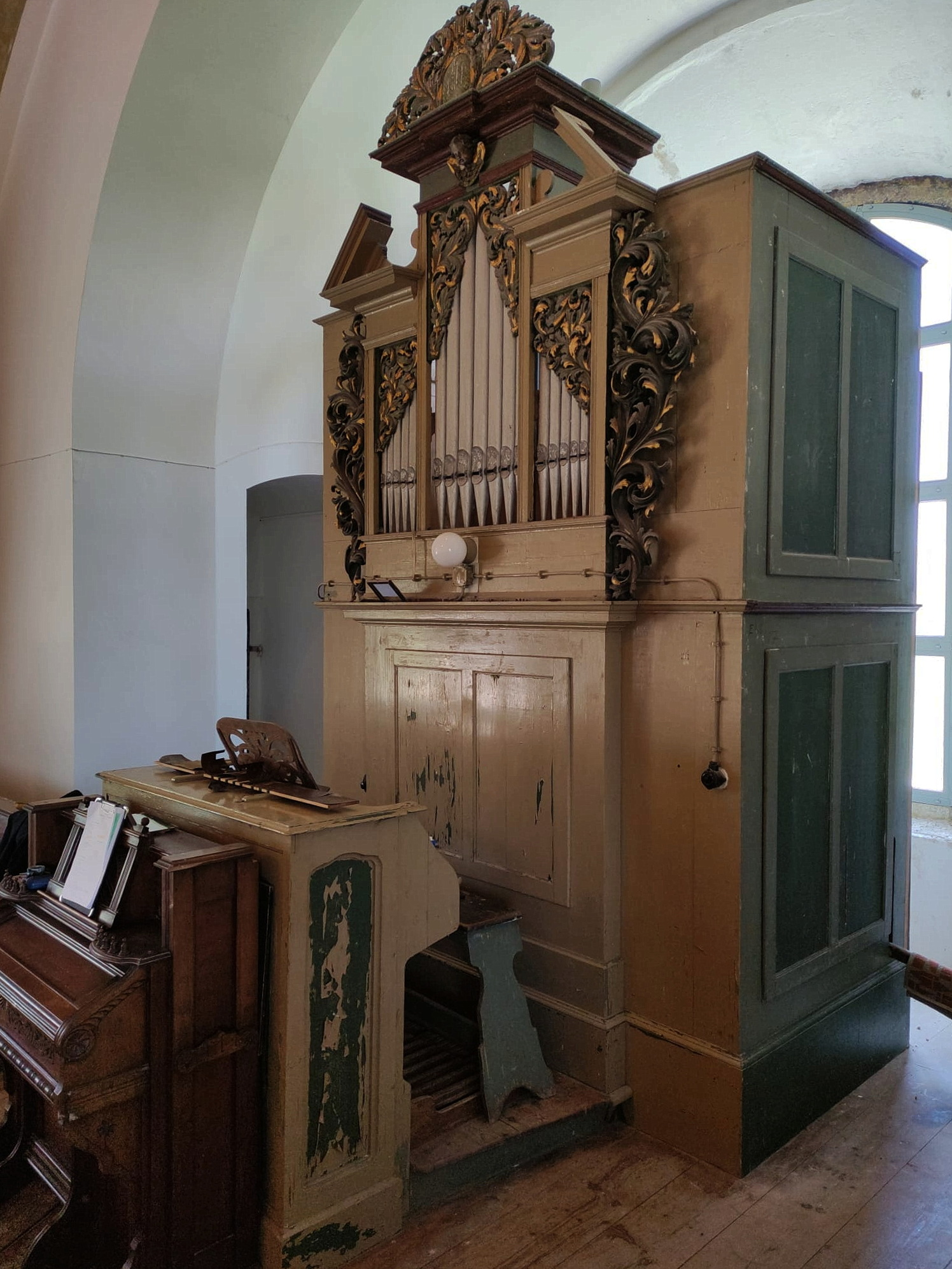
Kostelní varhany
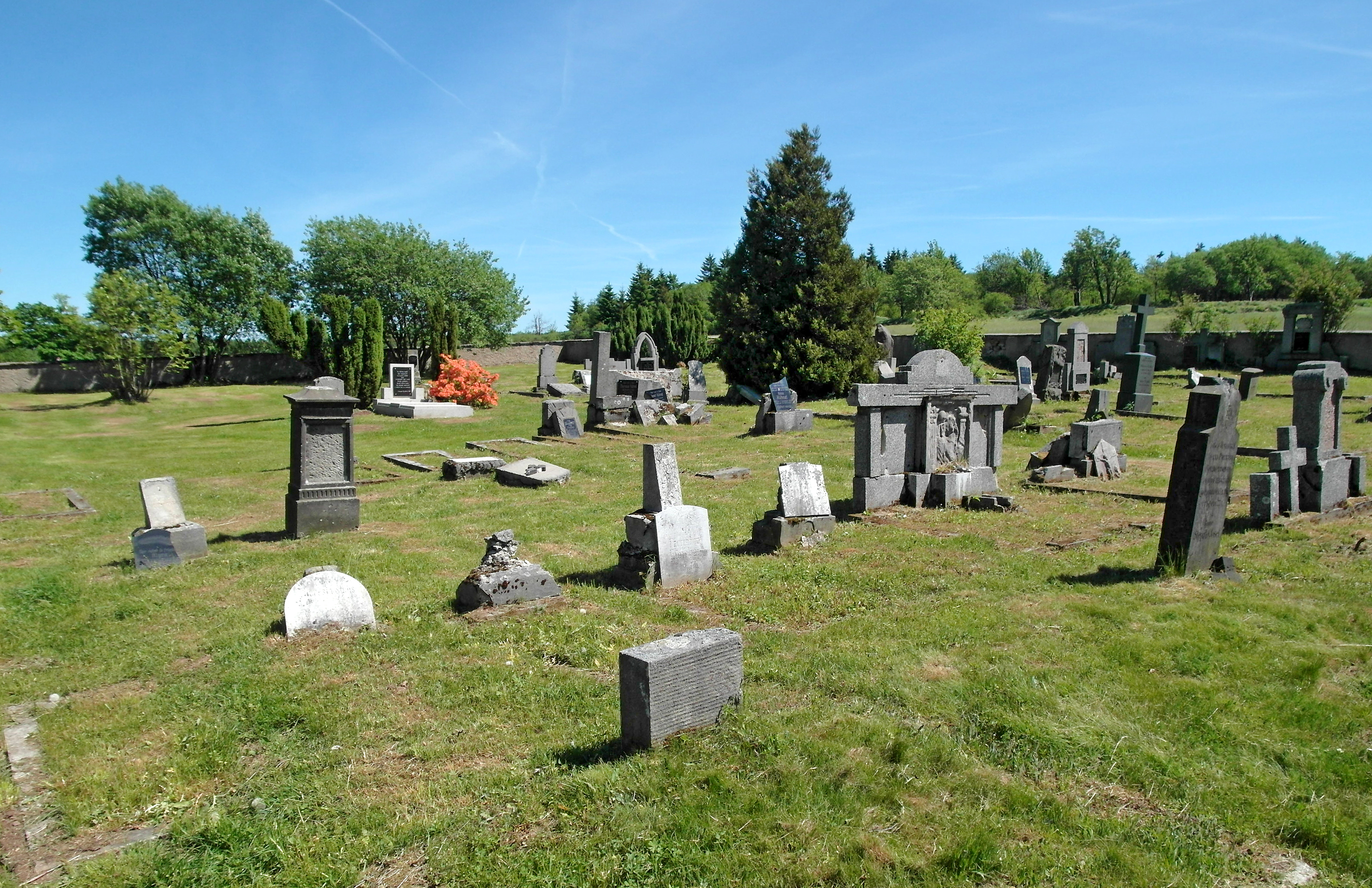
Starý hřbitov